# Volley Treviso 1998-1999

## Risultati ottenuti

### In Italia
- Serie A1: vince in finale contro la Casa Modena Unibon
- Coppa Italia: perde in finale contro il TNT Alpitour Cuneo
- Supercoppa Italiana: vince in finale contro l'Unibon Modena

### In Europa
- Coppa dei Campioni: vince in finale contro il Maaseik
- Supercoppa europea: vince in finale contro il Maaseik